# Marcus Coco
Marcus Coco (* 24. Juni 1996 in Les Abymes, Guadeloupe) ist ein französischer Fußballspieler.

## Vereinskarriere
Coco wuchs auf der zu Frankreich zählenden Insel Guadeloupe auf, begann 2003 das Fußballspielen im Verein und wechselte zwei Jahre später zu Solidarité Scolaire aus Pointe-à-Pitre. Diesem Klub blieb er den wesentlichen Teil seiner Jugend über treu, ehe er sich im Sommer 2012 für einen Wechsel ins französische Mutterland entschied. Dort spielte er für Jeanne d’Arc Drancy aus der Umgebung von Paris, wechselte aber schon im darauffolgenden Winter zur nahegelegenen ASJ Aubervilliers. Im Juli 2013 gelang ihm schließlich der Wechsel in die Jugendabteilung des Profiklubs EA Guingamp.
Bei Guingamp erhielt er bereits während der Saison 2013/14 Spielpraxis in der fünftklassig antretenden zweiten Mannschaft. Zu Beginn des Jahres 2015 stand der damals 18-Jährige erstmals im Kader der Erstligamannschaft, für die er am 1. Februar 2015 bei einem 1:1 gegen Girondins Bordeaux in der Startelf stand und damit zu seinem Debüt in Frankreichs höchster Spielklasse kam. Dem folgten zunächst sporadisch weitere Einsätze, ehe er ab der Spielzeit 2015/16 regelmäßig in der ersten Elf stand.

## Nationalmannschaft
Vor Beginn seiner Profilaufbahn hatte Coco noch keine Berücksichtigung in den Nachwuchsmannschaften seines Landes gefunden. Dies änderte sich am 10. Oktober 2015, als der damals 19-Jährige für eine Begegnung gegen Schottland in die französische U-21-Auswahl berufen wurde. In der 23. Minute wurde er für Kingsley Coman eingewechselt und erlebte einen 2:1-Sieg seines Teams.

## Erfolge
FC Nantes
- Französischer Pokalsieger: 2022